# Жилин, Виктор Степанович
Ви́ктор Степа́нович Жи́лин (укр. Віктор Степанович Жилін; 9 января 1923, Таганрог, Донецкая губерния — 14 октября 2009, Бородянка) — советский футболист и тренер. Мастер спорта СССР (1952), заслуженный тренер УССР (1963).

## Футбольная биография

### Карьера игрока
Мать Лидия Петровна умерла вскоре после родов, отец Степан Андрианович, будучи военнослужащим, оставил сына на воспитание бабушки, которая во время фашистской оккупации погибла. Начал играть в футбол во дворе, позже стал заниматься в футбольной секции при заводе имени Димитрова. С 15-летнего возраста начал выступать за местную команду «Крылья Советов», затем — за сборную Ростовской области. Был приглашён в ростовское «Динамо», но не дебютировал из-за Великой Отечественной войны.
С наступлением мирного времени Жилин, будучи военнослужащим, играл за курское «Динамо», откуда получил приглашение в другую динамовскую команду, из Воронежа, имевшую статус команды мастеров. Там привлёк внимание тренеров «Динамо» Киев, тренером которого был Михаил Бутусов. С 1947 года Жилин начал подготовку к сезону в составе команды. Дебют состоялся 9 мая в домашнем матче против «Торпедо» Москва, а 2 августа он забил первый гол в ворота московского динамовца Алексея Хомича. Жилин имел твёрдое место в стартовом составе, в 1949 году с 10 голами стал лучшим бомбардиром команды. В 1950 году, во время матча чемпионата против ереванского «Динамо», после столкновения с вратарём соперника получил серьёзную травму, после которой в течение двух месяцев не мог ходить. Оправившись от повреждения, потерял место в составе и вынужден был написать заявление об увольнении.
Жилину помог тренировавший заводскую команду «Арсенал» Иосиф Лифшиц, пригласивший его в свой коллектив и официально оформивший на должность начальника ОТК. Играя в финале профсоюзного турнира, проходившего в Одессе, Жилин привлёк внимание тренеров московского «Торпедо» и ленинградского «Зенита». Жилин перешёл в московский клуб. Но вскоре при личном содействии министра вооружений СССР Дмитрия Устинова стал игроком «Зенита», где сразу же заиграл в основном составе, по итогам сезона забив 12 голов (отличившись в том числе и в матче против киевских динамовцев), стал лучшим бомбардиром команды.
После окончания сезона киевские динамовцы стали добиваться возвращения Жилина в Киев, оказывалось давление и на супругу футболиста, служившую офицером госбезопасности. Следующий чемпионат Жилин вновь начал в составе киевлян. В 1952 году динамовцы стали серебряными призёрами, а Жилину было присвоено звание мастера спорта СССР. В матче против команды ВВС он снова получил травму и потерял место в составе.
Поиграв ещё два сезона в рижской «Даугаве» и команде киевского Окружного дома офицеров (ОДО), принял решение завершить активную игровую карьеру.

### Карьера тренера
Стал тренировать сразу два коллектива — студенческую команду КПИ и команду «Темп», представлявшую киевский авиазавод. При этом руководители организаций, опекавшие клубы, не подозревали о совместительстве. Раскрылся этот факт только после того, как в одном из турниров обе команды вышли в финал.
В 1958 году в Виннице была создана команда «Локомотив», которую возглавили известные в прошлом футболисты Антон Идзковский и Константин Щегоцкий, пригласившие себе в помощники Жилина, которому было поручено вести селекцию. Но вскоре наставники вернулись в Киев, а старшим тренером был назначен Жилин, под руководством которого в 1959 году винницкая команда стала победителем 4 зоны класса «Б».
В 1962 году Жилин был назначен старшим тренером харьковского «Авангарда», выступавшего в классе «А». Но дела в команде не заладились, руководство стало вмешиваться в тренерскую работу, и наставник решил покинуть клуб, возглавив кировоградскую «Звезду».
В 1964 году Жилин вернулся в Винницу и привёл «Локомотив» к победе в своей группе класса «Б». В 1966 году покинул команду. Недолго поработав в днепродзержинском «Днепровце» и «Старте» Киев из КФК, в 1967 году возглавил житомирский «Автомобилист», с которым в третий раз стал чемпионом УССР, победив в классе «Б».
В 1971 году принял одесский «Черноморец», но из-за скандального инцидента с одним из футболистов, попавшим в нетрезвом состоянии в аварию, был вынужден оставить свой пост, после чего работал в запорожском «Металлурге» и «Шахтёре» из Александрии.
В 1973 году возглавлял кировоградскую «Звезду», с которой одержал победу в турнире на Кубок УССР. После этого в 1974 году вернулся в Киев, где трудился старшим тренером республиканского спортинтерната. С октября 1974 года снова стал тренировать команду мастеров — житомирский «Автомобилист», с которым занял второе место в зональном турнире второй лиги СССР. В 1977 году возглавил «Спартак» из Ивано-Франковска, но уже в августе принял винницкий «Локомотив». На этот раз успехов с этим коллективом не добился. В клубе началась реорганизация, команда вышла из общества железнодорожников и с 1979 года получила название «Нива».
В 1980 году, оставив винницкую команду, ненадолго возглавил «Кривбасс», но вскоре решил перебраться по ближе к дому, приняв бородянский «Машиностроитель». В мае 1981 года откликнулся на приглашение из Черкасс возглавить местный клуб «Днепр». В этой команде раскрылся талант приглашённого Жилиным своего ученика из спортинтерната Ивана Яремчука.
С 1984 по май 1985 года работал в киевском спортинтернате, после чего некоторое время потренировав клуб из Бородянки, переехал в Киев, где на протяжении 1987—1988 годов тренировал любительский «Восход», а с 1989 по август 1990 года снова готовил юных футболистов в спортинтернате. Осенью 1990 года вновь принял команду из Черкасс, проработав главным тренером этого клуба до сентября 1993 года.
Все последующие годы работал в команде из Бородянки, райцентре Киевской области, с которой проделал путь от областных соревнований до первой лиги. С 2003 года был вице-президентом футбольного клуба «Система-Борекс».
Умер 14 октября 2009 года после тяжёлой болезни. Похоронен на Байковом кладбище в Киеве.
С 2010 года в Бородянке проходит футбольный турнир памяти Виктора Жилина.

## Образование
- Киевский институт физической культуры;
- Окончил Высшую школу тренеров (ВШТ).

## Достижения

### Игрока
- Серебряный призёр чемпионата СССР (1952);
- Обладатель Кубка УССР (1947), (1948).

### Тренера
- Победитель зонального турнира класса «Б» (1959), (1964), (1967);
- Обладатель Кубка УССР (1973);
- Победитель турнира второй лиги Украины (2001/02).